# Dieceza de Debrețin-Nyíregyháza

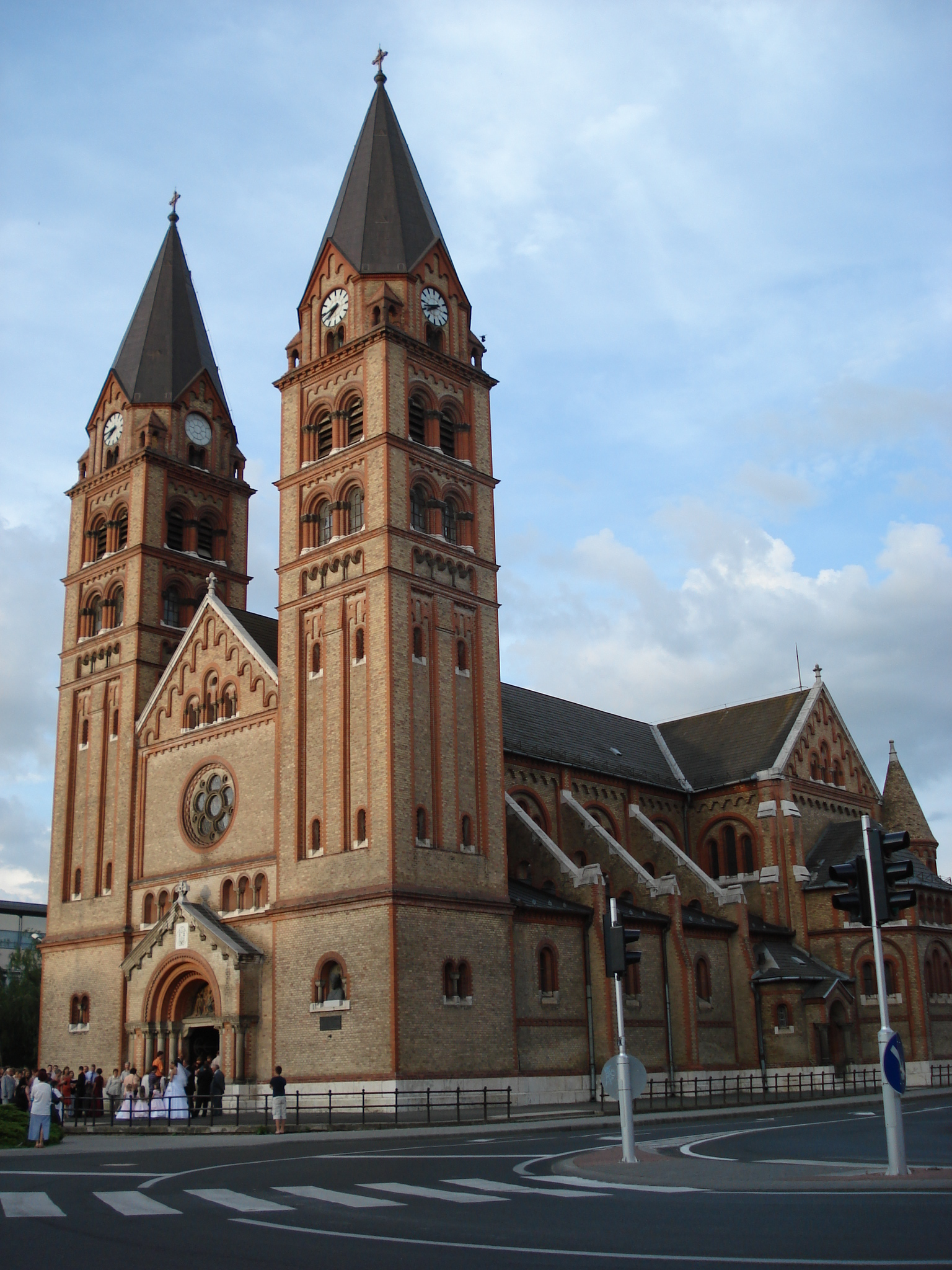
Catedrala din Nyíregyháza

Localizarea jurisdicţiei diecezei pe harta Ungariei

Dieceza romano-catolică de Debrețin–Nyíregyháza (în latină Dioecesis Debrecenensis-Nyirgyhazanus) este una dintre cele douăsprezece episcopii ale Bisericii Romano-Catolice din Ungaria, cu sediul în orașul Nyíregyháza. Ea se află în provincia mitropolitană a Arhidiecezei de Eger.

## Istoric
Episcopia a fost fondată în anul 1993 împreună cu Dieceza de Kaposvár, din unirea unei părți a Arhidiecezei de Eger cu o parte a Diecezei de Seghedin-Cenad. Primul episcop a fost Nándor Bosák.